# Перкальский дендрологический парк
Перкальский дендрологический парк (Эколого-ботаническая станция «Пятигорск») — особо охраняемая природная территория федерального значения России (объект общенационального достояния), обособленное подразделение Ботанического института им. В. Л. Комарова Российской академии наук. Место нахождения парка: Ставропольский край, город Пятигорск, поселок Энергетик, северо-западный склон горы Машук. Общая площадь земельного участка парка составляет 13,5 га. Парк входит в состав Совета ботанических садов России и Региональный совет ботанических садов Северного Кавказа.

## История

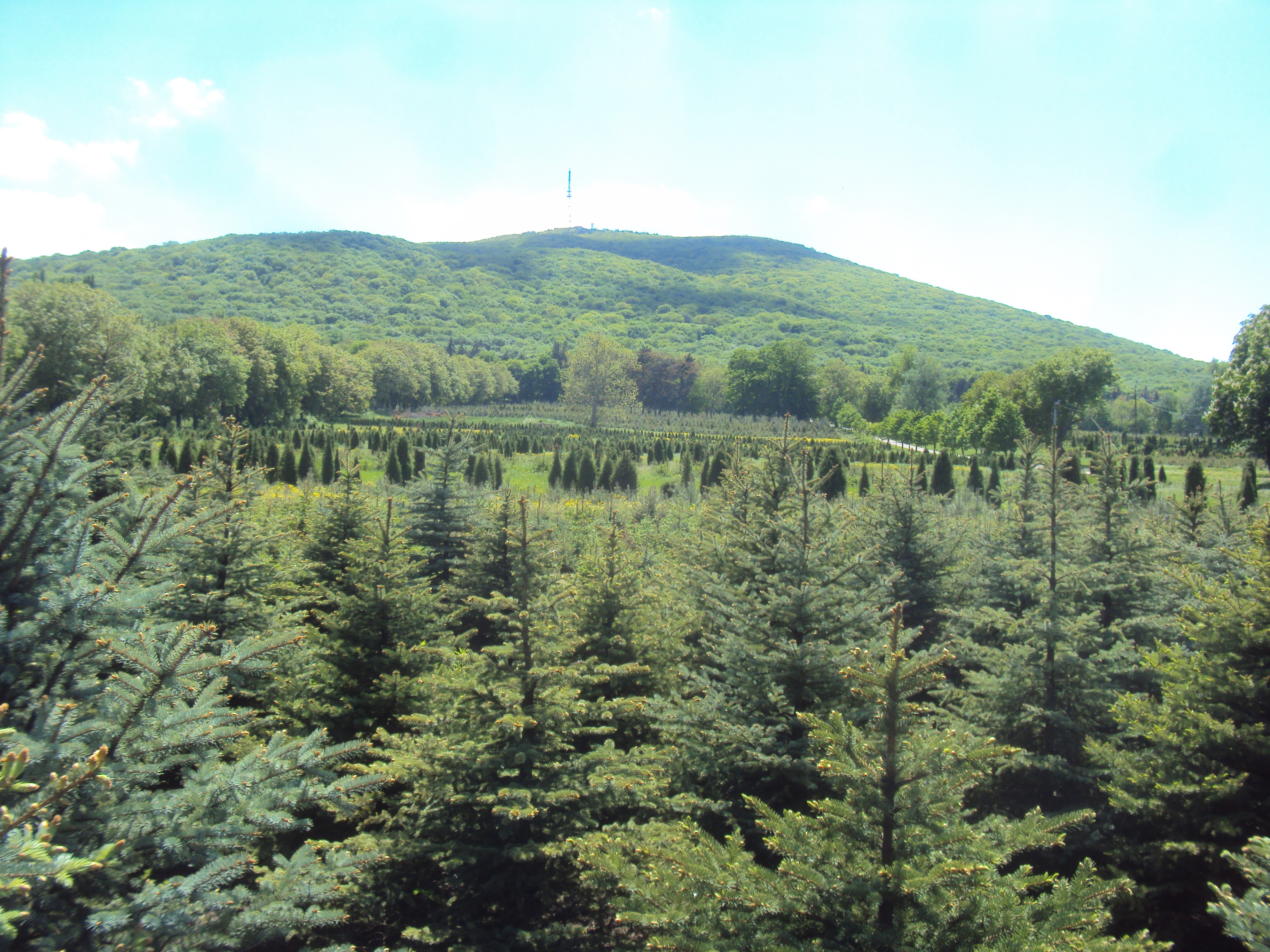
Хвойный участок

В тридцатые годы XIX века, разжалованный польский офицер Перхальский был назначен на должность объездчика Бештаугорского лесничества, и начал высаживать неподалеку от своего дома деревья и кустарники, саженцы которых выкапывал в разных местах Пятигорья.
Перкальский Арборетум был заложен в 1879 году на северном склоне горы Машук как питомник декоративных культур для нужд озеленения общественных садов Кавказских Минеральных Вод и лесов Бештаугорской лесной дачи. Данные о работе питомника в дореволюционные годы очень обрывочны: известно, что к началу XX века здесь выращивалось 48 древесных пород и до 40 сортов цветочных растений, возможно, издавался каталог посадочного материала.
После революции, в 1920 году, работа питомника продолжилась в качестве поставщика посадочного материала для лесовосстановления. Предположительно, с 1929 года на базе Арборетума существовала Древоводческая опытная станция Всесоюзного института растениеводства, и к началу 40-х годов XX века здесь было собрано около 400 пород деревьев и кустарников, а также до 500 видов и сортов травянистых растений.
Во время войны Арборетум, как и весь Бештаугорский лесопарк, сильно пострадал от интенсивных рубок деревьев на дрова. Коллекция травянистых растений была утеряна полностью, фундамент нового административного здания заброшен. В 1948 году был создан Бештаугорский лесхоз, и, по всей вероятности, примерно в это же время земли Перкальского питомника были переданы в ведение Пятигорского горкомхоза, который обустроил здесь производство посадочного материала для нужд города.
Дендрологический парк создан в соответствии с решением Исполкома Ставропольского краевого совета депутатов трудящихся от 25 июля 1973 года № 528 на базе арборетрума Перкальского питомника треста «Горзеленхоз» и части примыкающего с юга и запада лесного массива Бештаугорского питомника мехлесхоза, площадью до 27 га. В соответствии с решением Исполнительного комитета Пятигорского городского совета народных депутатов от 25 февраля 1982 года № 71 и постановлением Президиума Академии наук СССР от 22 апреля 1982 года № 735 на базе проектируемого дендрологического парка в городе Пятигорске был организован Опорный пункт Ботанического института им. В. Л. Комарова, возглавил который выдающийся знаток флоры Кавказа, доктор биологических наук Анатолий Дмитриевич Михеев, который бессменно заведовал им до 2013 года.
В 2017 году на базе Эколого-ботанической станции «Пятигорск» организована особо охраняемая природная территория федерального значения — Перкальский дендрологический парк Ботанического института им. В. Л. Комарова.

## Цель и задачи

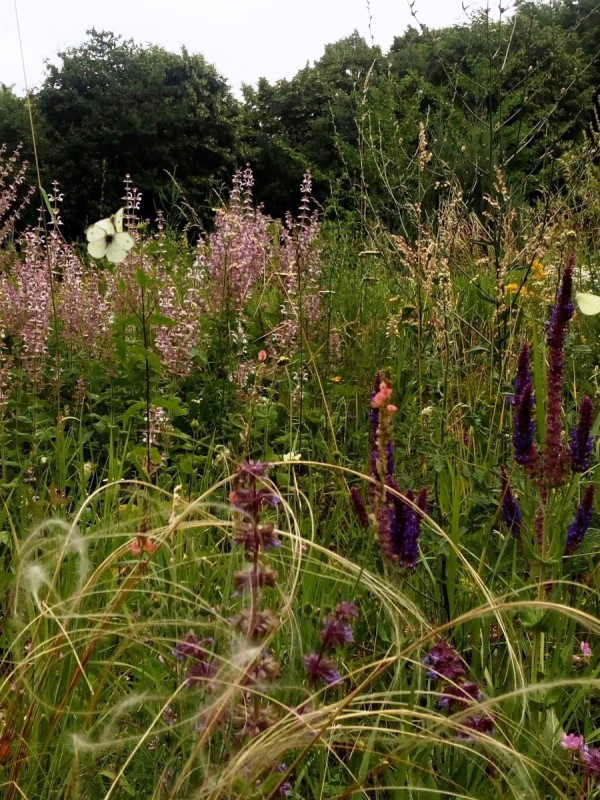
Посадки в природном стиле

Научный профиль парка — дендрологический. Основной целью деятельности парка является формирование специальных коллекций растений в целях сохранения растительного мира и его разнообразия, проведение фундаментальных научных исследований и прикладных разработок по следующим направлениям: ботаника, экология, лесоведение, охрана природы.
Основными задачами парка являются:
- разработка научных основ и методов сохранения и охраны генофонда растений природной и культурной флоры, интродукции и акклиматизации растений;
- изучение флоры Северного Кавказа, в особенности региона Кавказских Минеральных Вод;
- создание и сохранение в искусственных условиях коллекций живых растений (особенно редких и исчезающих видов) и других ботанических объектов, имеющих большое научное, учебное, хозяйственное и культурное значение, а также экспозиций в целях сохранения биоразнообразия и обогащения флоры;
- проведение учебно-педагогической и научно-просветительской работы в области дендрологии, ботаники и охраны природы, экологии, растениеводства и селекции, декоративного садоводства и ландшафтной архитектуры.

## Описание

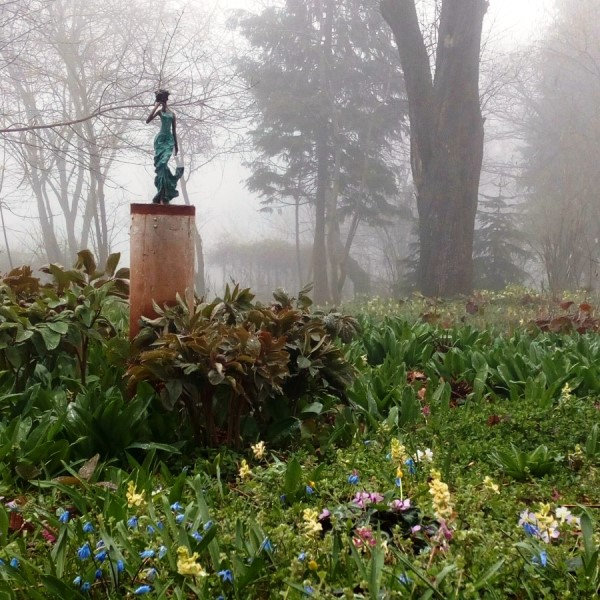
Ранневесенняя флора

Парк находится на высоте 580—610 м над уровнем моря, среднее годовое количество осадков — 548 мм. Средняя годовая температура +8,7; средняя температура июля +21,8; января −4,1; абсолютная минимальная −33 °С, абсолютная максимальная +41 °С. Климат региона умеренно-континентальный. Почвы — обыкновенный чернозем на делювии меловых известняков.
Функциональные зоны (участки) парка:
1. Экспозиционная зона (площадь 12,2335 га). Запрещены прокладка визиров, нанесение затесок на растущих деревьях, очищение коры деревьев при нанесении номеров и другие виды работ, ухудшающих естественный вид уникального массива. Посещение экспозиционной зоны осуществляется в определённом порядке.
2. Научно-экспериментальная зона (коллекции, экспериментальные участки, питомники) (1 га). Доступ разрешен только научным сотрудникам Дендрологического парка, а также специалистам других научно-исследовательских учреждений в сопровождении научного сотрудника Дендрологического парка. Научная и хозяйственная деятельность в данной зоне регламентируется решениями заведующего Дендрологического парка и утвержденными планами научно-исследовательских работ.
3. Административная зона (административно-лабораторный корпус, хозяйственные объекты) (0,2 га). В этой зоне возможно осуществление хозяйственной деятельности, связанной с выполнением задач Дендрологического парка и не влекущей за собой нарушение сохранности флористических объектов.

На 2018 год территория дендропарка занимает 13,5 га, на 7,7 га располагаются посадки древесно-кустарниковых пород, самые старые из которых — посадки конца XIX — начала XX веков (Старый Арборетум). Всего же коллекционный фонд станции насчитывает почти 1300 таксонов, половина из которых — травянистые растения, коллекция которых начала воссоздаваться в начале 90-х годов ХХ прошлого века. Гербарий Парка составляет 1500 листов.
Экспозиция дендропарка включает в себя Старый Арборетум, а также Хвойный участок и Новый Арборетум (заложены в 30-х годах XX века) — здесь сосредоточена основная часть древесно-кустарниковых видов растений. Также в экспозицию включены участок лекарственных растений, розарии, иридарий, каменистая горка, китайский садик, сад непрерывного цветения, небольшой участок, который реконструирует стиль английского сада XVII века, и экспериментальный участок с посадками в природном стиле.